# 林訥湖
52°15′33″N 8°13′45″E / 52.259280°N 8.229238°E
林訥湖（德語：Linner See），是德國的湖泊，位於該國西北部，由下薩克森州負責管轄，處於奧斯納布呂克縣，該湖泊長0.9公里、寬0.5公里，面積0.15平方公里。